# Рекурзивни језик
Рекурзивни језик у математици, логици и рачунарству је тип формалног језика који се још назива и одлучивим или Тјуринг-одлучивим. Класа свих рекурзивних језика сее често назива R, мада се ово име користи и за класу RP.
Овај тип језика није дефинисан у хијерархији Чомског Chomsky 1959.

## Дефиниције
Постоје две главне еквивалентне дефиниције за концепт рекурзивног језика:
1. Рекурзивни формални језик је рекурзиван подскуп у скупу свих могућих речи над азбуком језика.
2. Рекурзивни језик је формални језик за који постоји Тјурингова машина која ће када јој се да било која улазна ниска да стане и прихвати ниску ако она припада језику, а да стане и одбаци ниску у супротном. Тјурингова машина се увек зауставља; позната је као одлучивач, и каже се да она одлучује рекурзивни језик.

Сви рекурзивни језици су и рекурзивно пребројиви. Сви регуларни, контекстно-слободни и контекстно-сензитивни језици су рекурзивни.

## Својства затворења
Рекурзивни језици су затворени у односу на следеће операције. Другим речима, ако су L и P два рекурзивна језика, онда су и следећи језици рекурзивни:
- Клинијева звезда {\displaystyle L^{*}}
- слика од φ(L) у односу на -слободни хомоморфизам
- конкатенација {\displaystyle L\circ P}
- унија {\displaystyle L\cup P}
- пресек {\displaystyle L\cap P}
- комплемент од
- разлика скупова {\displaystyle L-P}

Последње својство следи из чињенице да се разлика скупова може изразити помоћу пресека и комплемента.